# Myrcia grandiflora
Myrcia grandiflora là một loài thực vật thuộc họ Myrtaceae. Đây là loài đặc hữu của Brasil.